# Villahermosa del Río (kommun)
Villahermosa del Río är en kommun i Spanien.   Den ligger i provinsen Província de Castelló och regionen Valencia, i den östra delen av landet, 280 km öster om huvudstaden Madrid. Antalet invånare är 506. Arean är 109 kvadratkilometer. Villahermosa del Río gränsar till Castillo de Villamalefa, Cortes de Arenoso, Zucaina, Vistabella del Maestrazgo och Chodos. 
Terrängen i Villahermosa del Río är huvudsakligen kuperad.